# Éliminatoires du Championnat d'Europe de football 1996, groupe 8
Cet article donne le calendrier, les résultats des matches ainsi que le classement du groupe 8 des éliminatoires de l'Euro 1996.

## Classement
| Rang | Équipe      | Pts | J  | G | N | P  | Bp | Bc | Diff |  | Résultats (▼ dom., ► ext.) |     |     |     |     |     |     |
| ---- | ----------- | --- | -- | - | - | -- | -- | -- | ---- |  | -------------------------- | --- | --- | --- | --- | --- | --- |
| 1    | Russie      | 26  | 10 | 8 | 2 | 0  | 34 | 5  | +29  |  | Russie                     |     | 0-0 | 2-1 | 3-1 | 3-0 | 4-0 |
| 2    | Écosse      | 23  | 10 | 7 | 2 | 1  | 19 | 3  | +16  |  | Écosse                     | 1-1 |     | 1-0 | 1-0 | 5-1 | 5-0 |
| 3    | Grèce       | 18  | 10 | 6 | 0 | 4  | 23 | 9  | +14  |  | Grèce                      | 0-3 | 1-0 |     | 4-0 | 5-0 | 2-0 |
| 4    | Finlande    | 15  | 10 | 5 | 0 | 5  | 18 | 18 | 0    |  | Finlande                   | 0-6 | 0-2 | 2-1 |     | 5-0 | 4-1 |
| 5    | Îles Féroé  | 6   | 10 | 2 | 0 | 8  | 10 | 35 | -25  |  | Îles Féroé                 | 2-5 | 0-2 | 1-5 | 0-4 |     | 3-0 |
| 6    | Saint-Marin | 0   | 10 | 0 | 0 | 10 | 2  | 36 | -34  |  | Saint-Marin                | 0-7 | 0-2 | 0-4 | 0-2 | 1-3 |     |

## Résultats et calendrier
| 7 septembre 1994 | Îles Féroé            | 1 - 5 | Grèce                                                     | Svangaskarð, Toftir                           |                                               |
|                  | Apostolákis 91e (csc) |       | 12e Saravákos · 17e 86e Tsalouchídis · 55e 61e Alexandrís | Spectateurs : 2 412 Arbitrage : Michel Piraux | Spectateurs : 2 412 Arbitrage : Michel Piraux |

| 7 septembre 1994 | Finlande | 0 - 2 | Écosse                    | Stade olympique, Helsinki                       |                                                 |
|                  |          |       | 29e Shearer · 65e Collins | Spectateurs : 12 845 Arbitrage : Ryszard Wójcik | Spectateurs : 12 845 Arbitrage : Ryszard Wójcik |

| 12 octobre 1994 | Écosse                                                  | 5 - 1 | Îles Féroé | Hampden Park, Glasgow                        |                                              |
|                 | McGinlay 4e · Booth 5e · Collins 40e 72e · McKinlay 61e |       | 75e Müller | Spectateurs : 20 885 Arbitrage : Terje Hauge | Spectateurs : 20 885 Arbitrage : Terje Hauge |

| 12 octobre 1994 | Grèce                                                | 4 - 0 | Finlande   | Stade Kaftanzoglio, Thessalonique              |                                                |
|                 | Markos (en) 23e · Batista Lima 70e · Machlás 76e 90e |       | 75e Müller | Spectateurs : 7 704 Arbitrage : Philippe Leduc | Spectateurs : 7 704 Arbitrage : Philippe Leduc |

| 12 octobre 1994 | Russie                                                      | 4 - 0 | Saint-Marin | Stade Loujniki, Moscou                      |                                             |
|                 | Karpine 43e · Kolyvanov 64e · Nykyforov 65e · Radchenko 67e |       |             | Spectateurs : 5 500 Arbitrage : Alain Hamer | Spectateurs : 5 500 Arbitrage : Alain Hamer |

| 16 novembre 1994 | Grèce                              | 2 - 0 | Saint-Marin | Stade olympique, Athènes                       |                                                |
|                  | Machlás 21e · Frantzeskos (en) 84e |       |             | Spectateurs : 2 859 Arbitrage : Haim Lipkovitz | Spectateurs : 2 859 Arbitrage : Haim Lipkovitz |

| 16 novembre 1994 | Finlande                                             | 5 - 0 | Îles Féroé | Stade olympique, Helsinki                          |                                                    |
|                  | Sumiala 37e · Litmanen 53e 72e · Paatelainen 75e 85e |       |            | Spectateurs : 2 420 Arbitrage : Gylfi Thór Orrason | Spectateurs : 2 420 Arbitrage : Gylfi Thór Orrason |

| 16 novembre 1994 | Écosse    | 1 - 1 | Russie        | Hampden Park, Glasgow                        |                                              |
|                  | Booth 19e |       | 25e Radchenko | Spectateurs : 31 254 Arbitrage : Bo Karlsson | Spectateurs : 31 254 Arbitrage : Bo Karlsson |

| 14 décembre 1994 | Finlande                    | 4 - 1 | Saint-Marin          | Stade olympique, Helsinki                        |                                                  |
|                  | Paatelainen 24e 30e 86e 90e |       | 34e Della Valle (en) | Spectateurs : 3 140 Arbitrage : Hermann Albrecht | Spectateurs : 3 140 Arbitrage : Hermann Albrecht |

| 18 décembre 1994 | Grèce           | 1 - 0 | Écosse | Stade olympique, Athènes                          |                                                   |
|                  | Apostolákis 19e |       |        | Spectateurs : 7 976 Arbitrage : John Blankenstein | Spectateurs : 7 976 Arbitrage : John Blankenstein |

| 29 mars 1995 | Russie | 0 - 0 | Écosse | Stade Loujniki, Moscou                           |
|              |        |       |        | Spectateurs : 13 939 Arbitrage : Hartmut Strampe |

| 29 mars 1995 | Saint-Marin | 0 - 2 | Finlande                   | Stade olympique, Serravalle                   |                                               |
|              |             |       | 45e Litmanen · 67e Sumiala | Spectateurs : 13 939 Arbitrage : David Suheil | Spectateurs : 13 939 Arbitrage : David Suheil |

| 26 avril 1995 | Saint-Marin | 0 - 2 | Écosse                       | Stade olympique, Serravalle                   |                                               |
|               |             |       | 19e Collins · 85e Calderwood | Spectateurs : 1 484 Arbitrage : Loizos Loizou | Spectateurs : 1 484 Arbitrage : Loizos Loizou |

| 26 avril 1995 | Grèce | 0 - 3 | Russie                                                  | Stade Kaftanzoglio, Thessalonique                |                                                  |
|               |       |       | 36e Nykyforov · 78e (csc) Zagorákis · 79e Bestchastnykh | Spectateurs : 29 616 Arbitrage : Loris Stafoggia | Spectateurs : 29 616 Arbitrage : Loris Stafoggia |

| 26 avril 1995 | Îles Féroé | 0 - 4 | Finlande                                                         | Svangaskarð, Toftir                          |                                              |
|               |            |       | 55e Hjelm · 75e Paatelainen · 78e Lindberg (en) · 83e Helin (en) | Spectateurs : 1 338 Arbitrage : Alan Howells | Spectateurs : 1 338 Arbitrage : Alan Howells |

| 6 mai 1995 | Russie                                             | 3 - 0 | Îles Féroé | Stade Loujniki, Moscou                              |                                                     |
|            | Kechinov (en) 53e · Pissarev 72e · 80e Mukhamadiev |       |            | Spectateurs : 1 338 Arbitrage : Sergo Kvaratskhelia | Spectateurs : 1 338 Arbitrage : Sergo Kvaratskhelia |

| 25 mai 1995 | Îles Féroé                                        | 3 - 0 | Saint-Marin | Svangaskarð, Toftir                            |                                                |
|             | J.K. Hansen 6e · J.E. Rasmussen 9e · Johnsson 52e |       |             | Spectateurs : 3 450 Arbitrage : Brendan Shorte | Spectateurs : 3 450 Arbitrage : Brendan Shorte |

| 7 juin 1995 | Saint-Marin | 0 - 7 | Russie | Stade olympique, Serravalle                   |                                               |
|             |             |       | 20e (pen.) Dobrovolski · 38e Koulkov · 48e Kiriakov · 49e Chalimov · 59e Bestchastnykh · 64e Kolyvanov · 86e Cheryshev | Spectateurs : 1 367 Arbitrage : Karel Bohunek | Spectateurs : 1 367 Arbitrage : Karel Bohunek |

| 7 juin 1995 | Îles Féroé | 0 - 2 | Écosse                      | Svangaskarð, Toftir                             |                                                 |
|             |            |       | 25e McKinlay · 29e McGinlay | Spectateurs : 3 881 Arbitrage : Vladimír Hriňák | Spectateurs : 3 881 Arbitrage : Vladimír Hriňák |

| 11 juin 1995 | Finlande                   | 2 - 1 | Grèce         | Stade olympique, Helsinki                     |                                               |
|              | Litmanen 45+1e · Hjelm 54e |       | 6e Nikolaïdis | Spectateurs : 10 518 Arbitrage : Hellmut Krug | Spectateurs : 10 518 Arbitrage : Hellmut Krug |

| 16 août 1995 | Finlande | 0 - 6 | Russie                                                            | Stade olympique, Helsinki                    |                                              |
|              |          |       | 33e 49e Koulkov · 41e Karpine · 43e Radchenko · 66e 69e Kolyvanov | Spectateurs : 14 210 Arbitrage : Sándor Puhl | Spectateurs : 14 210 Arbitrage : Sándor Puhl |

| 16 août 1995 | Écosse      | 1 - 0 | Grèce | Hampden Park, Glasgow                            |                                                  |
|              | McCoist 72e |       |       | Spectateurs : 33 910 Arbitrage : Peter Mikkelsen | Spectateurs : 33 910 Arbitrage : Peter Mikkelsen |

| 6 septembre 1995 | Écosse    | 1 - 0 | Finlande | Hampden Park, Glasgow                            |                                                  |
|                  | Booth 10e |       |          | Spectateurs : 35 018 Arbitrage : Vasyl Melnychuk | Spectateurs : 35 018 Arbitrage : Vasyl Melnychuk |

| 6 septembre 1995 | Îles Féroé                 | 2 - 5 | Russie                                                                    | Svangaskarð, Toftir                          |                                              |
|                  | Jarnskor 12e · Jónsson 53e |       | 9e Mostovoï · 61e Kiriakov · 65e Kolyvanov · 83e Tsymbalar · 85e Chalimov | Spectateurs : 17 912 Arbitrage : Alan Snoddy | Spectateurs : 17 912 Arbitrage : Alan Snoddy |

| 6 septembre 1995 | Saint-Marin | 0 - 4 | Grèce                                                         | Stade olympique, Serravalle                  |                                              |
|                  |             |       | 5e Tsalouchídis · 31e Georgiádis · 61e Alexandrís · 81e Donis | Spectateurs : 886 Arbitrage : Milan Mitrovič | Spectateurs : 886 Arbitrage : Milan Mitrovič |

| 11 octobre 1995 | Russie                            | 2 - 1 | Grèce            | Stade Loujniki, Moscou                        |                                               |
|                 | Ouzounídis 36e (csc) · Onopko 71e |       | 64e Tsalouchídis | Spectateurs : 19 190 Arbitrage : Gerd Grabher | Spectateurs : 19 190 Arbitrage : Gerd Grabher |

| 11 octobre 1995 | Saint-Marin           | 1 - 3 | Îles Féroé             | Stade olympique, Serravalle               |                                           |
|                 | M. Valentini (en) 52e |       | 42e 45e 50e T. Jónsson | Spectateurs : 928 Arbitrage : Roland Beck | Spectateurs : 928 Arbitrage : Roland Beck |

| 15 novembre 1995 | Écosse                                                                   | 5 - 0 | Saint-Marin | Hampden Park, Glasgow                          |                                                |
|                  | Jess 30e · Booth 45e · McCoist 49e · Nevin 79e · Francini (it) 90e (csc) |       |             | Spectateurs : 29 492 Arbitrage : Karel Bohunek | Spectateurs : 29 492 Arbitrage : Karel Bohunek |

| 15 novembre 1995 | Russie                                     | 3 - 1 | Finlande          | Stade Loujniki, Moscou                      |                                             |
|                  | Radchenko 40e · Koulkov 55e · Kiriakov 70e |       | 44e Suominen (en) | Spectateurs : 6 000 Arbitrage : Markus Merk | Spectateurs : 6 000 Arbitrage : Markus Merk |

| 15 novembre 1995 | Grèce                                                                    | 5 - 0 | Îles Féroé | Stade Theódoros-Vardinogiánnis, Héraklion    |                                              |
|                  | Alexandrís 58e · Nikolaïdis 62e · Machlás 66e · Donis 75e · Tsiártas 80e |       |            | Spectateurs : 9 088 Arbitrage : Mitko Mitrev | Spectateurs : 9 088 Arbitrage : Mitko Mitrev |